# 이치키쿠시키노시
이치키쿠시키노시(일본어: いちき串木野市)는 일본 가고시마현에 있는 시이다. 2005년 10월 11일에 구시키노시(串木野市)와 히오키군(日置郡) 이치키정(市来町)이 합병하여 발족했다. 6문자(한자 혼합)의 도시명은 이바라키현의 가스미가우라시, 쓰쿠바미라이시와 대등하다.

## 인접한 자치체
- 사쓰마센다이시
- 히오키시

## 역사
- 1889년 4월 1일 - 구시키노촌이 성립하였다.
- 1930년 4월 1일 - 니시이치키촌이 정으로 승격해 이치키정이 되었다.
- 1935년 4월 1일 - 구시키노촌이 정으로 승격해 구시키노정이 되었다.
- 1950년 10월 1일 - 구시키노정이 시로 승격해 구시키노시가 되었다.
- 2005년 10월 11일 - 이치키정과 구시키노시가 합병해 이치키쿠시키노시가 되었다.

## 교통

### 철도
- 규슈 여객철도 가고시마 본선

### 도로
- 미나미큐슈 자동차도
- 국도 3호선
- 국도 270호선

## 특산물
- 어묵
- 참치덮밥

## 자매 도시
- 미국 캘리포니아주 샐리나스